# Hüti (Rõuge)
Hüti (Võro: Hütü) is een plaats in de Estlandse gemeente Rõuge, provincie Võrumaa. De plaats heeft de status van dorp (Estisch: küla).
Tot in oktober 2017 lag Hüti in de gemeente Mõniste. In die maand werd de gemeente Mõniste bij de gemeente Rõuge gevoegd.

## Bevolking
De plaats had 27 inwoners op 31 december 2011 en 20 inwoners op 31 december 2021.

## Geografie
De plaats ligt op ca. 6 km van de grens met Letland. De rivier Vaidva jõgi stroomt door het dorp en komt op de grens met het buurdorp Saru in de rivier Mustjõgi (Koiva) uit. Ook de Tugimaantee 68, de secundaire weg van Mõniste naar Ape in Letland, komt door Hüti.

## Geschiedenis
De naam Hüti is waarschijnlijk afgeleid van het Duitse woord Hütte, ‘hut’, maar het precieze verband is niet duidelijk. In 1638 was Hüti een boerderij op het landgoed van Menzen (Mõniste) onder de naam Huttj Laur. In 1684 lagen er drie boerderijen op het grondgebied van het latere dorp: Hytte Johan, Hytte Pallitzo en Hytte Hans. In 1744 was er nog maar één boerderij over: Hütty Hans. In 1826 werd Hüti voor het eerst genoemd als dorp Hütti. In het begin van de 20e eeuw was het dorp weer een boerderij.
In 1977 werden de buurdorpen Ala-Luustoja, Andsi, Konnukülä en Peräkonnu bij Hüti gevoegd.